# Delia groenlandica
Delia groenlandica är en tvåvingeart som beskrevs av Griffiths 1993. Delia groenlandica ingår i släktet Delia och familjen blomsterflugor.
Artens utbredningsområde är Grönland. Inga underarter finns listade i Catalogue of Life.